# Crisis española de 1917
Crisis de 1917 es el nombre que da la historiografía española al conjunto de sucesos que tuvieron lugar en el verano de 1917 en España, destacadamente tres desafíos simultáneos que hicieron peligrar al gobierno e incluso al mismo sistema de la Restauración: un movimiento militar (las Juntas de Defensa), un movimiento político (la Asamblea de Parlamentarios que tuvo lugar en Barcelona convocada por la Liga Regionalista) y un movimiento social (la huelga general revolucionaria). Coincidieron con una coyuntura internacional especialmente crítica en ese mismo año, posiblemente uno de los más cruciales en toda la historia. En cambio, la historiografía mundial no suele emplear el nombre de crisis para este periodo y lo reserva para algunas cuestiones puntuales relacionadas con la Primera Guerra Mundial: la crisis de reclutamiento en Canadá y la crisis de construcción naval en Estados Unidos. Hay que recordar que España se mantuvo neutral durante todo el conflicto. La crisis española de 1917 se enmarca en la crisis de la Restauración.

## Coyuntura internacional

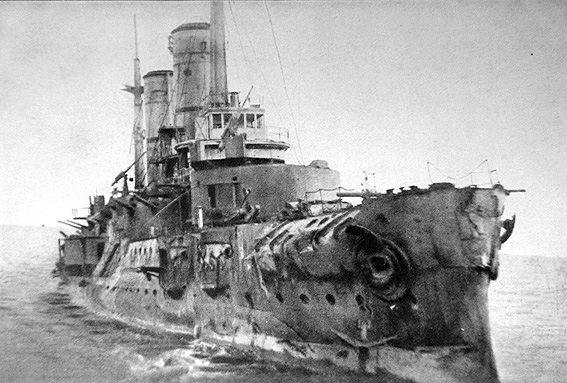
El Slava, barco de guerra ruso, inutilizado por los alemanes en el Báltico, octubre de 1917.

En Rusia, la Revolución de febrero de 1917 había derribado la autocracia zarista y el gobierno de Kerenski intentaba construir un sistema democrático al tiempo que continuaba la guerra contra los Imperios Centrales (desastrosa en términos militares, económicos y humanos y cada vez más impopular). El descontento creciente lo estaban aprovechado los bolcheviques (se produce el famoso viaje de Lenin que atraviesa Europa en un vagón sellado), que alcanzaron el poder en la Revolución de Octubre del mismo año.
La Primera Guerra Mundial atravesaba una fase de incertidumbre, pues la ventaja alemana en el frente oriental (que en poco tiempo fue total, tras la paz por separado negociada con los soviéticos, Tratado de Brest-Litovsk del 3 de marzo de 1918) se compensaba con la entrada en guerra de los Estados Unidos (6 de abril), que desequilibró el frente occidental.
Sin que en ese momento se manifestaran sus efectos, en el invierno de 1917 a 1918 se inició lo que en el bienio siguiente (1918-1919) se develó como la más mortífera epidemia de la Edad Contemporánea (de hecho la última mortalidad catastrófica de la historia), la gripe española, llamada así porque fueron los periódicos españoles, los únicos no sometidos a censura de guerra al ser España neutral, los primeros en hablar de ella. El número de muertos (entre 50 y 100 millones) superó ampliamente a los causados por la guerra; pero ésta, en gran medida, contribuyó a expandir la epidemia por todo el mundo a una escala y velocidad nunca antes experimentadas. Los efectos en España fueron graves: 8 millones de contagiados y 300 000 muertos (reducidos a 147.114 en las estadísticas oficiales).

## La crisis en España

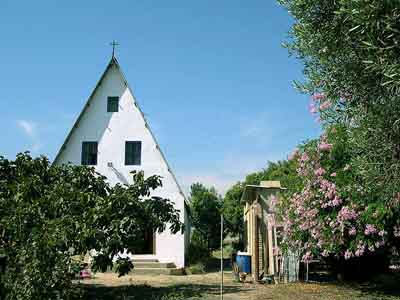
Barraca de la huerta valenciana. Esta precaria construcción rural tradicional continuaba representando el atraso estructural de la agricultura en España y las míseras condiciones de vida de la mayor parte de la población, como denunciaba la novela social (Vicente Blasco Ibáñez había publicado La barraca en 1898 y Cañas y barro en 1902). Los emigrantes a las zonas urbanas e industriales -Cataluña, País Vasco y Madrid- habían comenzado a constituir un creciente proletariado con una conciencia de clase cada vez más organizada.

### Economía y sociedad
La neutralidad española había fomentado las exportaciones de todo tipo de productos, desde materias primas (agrícolas y mineras) hasta ciertas manufacturas de la incipiente industria, concentrada en el textil catalán y la siderurgia vasca, y las actividades terciarias (fletes navales y servicios bancarios). El saldo de la balanza comercial pasó de ser negativo en más de cien millones de pesetas a ser positivo en quinientos millones. La buena época para los negocios favorecía a la burguesía industrial y comercial y a la oligarquía terrateniente y financiera, pero al mismo tiempo produjo una escalada de precios (el crecimiento de la producción real de bienes y servicios no se tradujo en un aumento de oferta interna por las exportaciones) que no iba acompañada por subidas similares en los salarios. Mientras que los beneficios alcanzaron tasas de crecimiento extraordinariamente importantes, descendió notablemente el nivel de vida de las clases populares, fundamentalmente del proletariado urbano e industrial, que aun así era el que demostró más capacidad de presión para mantener continuadas subidas salariales. En el campo, la situación era diferente: el efecto inflacionista era mayor, pero la disponibilidad más directa de alimentos amortiguaba sus consecuencias para el campesinado en el caso de los pequeños propietarios o arrendatarios (predominantes en la estructura agraria del norte de España), que pudieron incluso verse beneficiados; pero no así, sino todo lo contrario, para los jornaleros sin tierra, la parte fundamental de la población activa en la mitad sur de España (sobre todo en Andalucía y Extremadura). Los resultados del proceso, visibles de forma aguda ya en 1917, fueron una violenta redistribución de rentas a escala nacional (tanto entre clases sociales como entre territorios), con agravación progresiva de las tensiones campo-ciudad (éxodo rural, contraste del nivel de desarrollo entre la naciente industria y la agricultura atrasada) y centro-periferia.

### Tres desafíos

#### Desafío militar: las Juntas de Defensa
Se crearon las Juntas de Defensa, un movimiento sindical militar no previsto en la legislación, en lo que era un claro desafío al gobierno del liberal Manuel García Prieto que, impotente para controlarlas, se vio obligado a dimitir. Su reemplazo, el conservador Eduardo Dato, optó por legalizarlas.
Las juntas (que utilizaban un nombre muy usual entre las instituciones españolas, y prestigiado por la historia en la rebelión popular de la Guerra de Independencia) decían defender los intereses de los oficiales de graduación intermedia, aunque su vocación de intervenir en política era evidente.
Uno de los temas de mayor capacidad movilizadora dentro del ejército había venido siendo su obsesión por la unidad nacional, manifestada con claridad desde la agresión al periódico satírico catalanista ¡Cu-Cut! (1905), tras la que el gobierno cedió para contentarles con la promulgación de la Ley de Jurisdicciones, que sometía a la justicia militar las ofensas orales o escritas a la unidad de la patria, la bandera y el honor del ejército. La situación social de los militares era peculiar, pues mientras sus colegas de prácticamente todo el mundo ascendían rápidamente por méritos de guerra y por la necesidad de encuadrar gigantescas masas de soldados, ellos se veían reducidos a la inacción, que ni siquiera podía compensarse con los destinos en colonias, ya que se habían perdido en la Guerra Hispano-Estadounidense de 1898. De hecho, había una verdadera "megacefalia" (16 000 oficiales para 80 000 soldados; mientras que la movilizada Francia disponía sólo de 29 000 para medio millón). Dentro del ejército español, se veían situaciones de agravio comparativo entre los únicos destinos coloniales (en Marruecos) y el resto. La inflación iba minando cada vez más el poder adquisitivo de los salarios de los militares, que a diferencia de los más flexibles contratos de los obreros, dependían de los rígidos Presupuestos Generales del Estado.
La actividad de las Juntas empezó en el primer trimestre de 1916 como consecuencia de unas pruebas de aptitud para el mando, parte de un programa de modernización impulsado por el gobierno del Conde de Romanones. Este aceptó sus protestas en un principio, pero viendo la peligrosidad de un movimiento cuasi-sindical en el ejército, ordenó la disolución de las Juntas, sin ninguna efectividad. Aún en situación ilegal, habían aumentado su tono desde finales de 1916, sobre todo en la muy activa impulsora del movimiento: la Junta de Defensa del Arma de Infantería de Barcelona, dirigida por el coronel Benito Márquez. A finales de mayo de 1917 se produjo una enérgica reacción disciplinaria por parte del nuevo gobierno dirigido entonces por García Prieto, a través del ministro de Guerra general Aguilera: el arresto en el Castillo de Montjuic de varios de sus miembros (dos tenientes, tres capitanes, un comandante, un teniente coronel y un coronel -Benito Márquez, el más visible dirigente del movimiento-). No obstante, la constitución inmediata de una Junta Suplente, que recibió la solidaridad de las juntas de Artillería e Ingenieros, e incluso de la Guardia Civil, en su "respetuosa" petición de libertad para los arrestados (1 de junio), supuso un espectacular aumento de la tensión militar, el lanzamiento de un "órdago" que García Prieto no se vio con apoyos suficientes para asumir (el papel del rey dada la naturaleza del asunto y su especial vinculación con el ejército no puede obviarse). Optó por dimitir, tras lo que Alfonso XIII encarga formar gobierno a Eduardo Dato, que consideró oportuno ceder a las reivindicaciones militares, liberando a los arrestados y legalizando las Juntas. Para mantener una postura firme de control de la situación, se suspendieron las garantías constitucionales y se incrementó la censura de prensa.

#### Desafío político
La burguesía catalanista estaba representada por la Lliga Regionalista, liderada por Francesc Cambó, y con una base de poder local recientemente adquirida (la Mancomunidad catalana, surgida en 1914 por agregación de las Diputaciones Provinciales y dirigida inicialmente por Prat de la Riba, muerto este mismo año de 1917). 
En vista de la crisis abierta, Cambó exigió al gobierno la convocatoria de Cortes, que este no aceptó. Ante esa negativa, y la imposibilidad de utilizar cauces parlamentarios ordinarios, por la no convocatoria de sesiones del Congreso, una gran parte de los diputados elegidos por circunscripciones catalanas (48, todos menos los de los partidos "dinásticos"), se reunieron en la llamada Asamblea de Parlamentarios de Barcelona a primeros de julio de 1917, que exigió la convocatoria de elecciones a Cortes Constituyentes, de cara a una nueva organización del Estado que reconociera la autonomía de las regiones. También se exigían medidas urgentes en el terreno económico y militar. 
La conexión de este movimiento con el descontento económico de los oficiales de rango inferior de las Juntas de Defensa era altamente improbable, pero no podía descartarse, o, al menos, el intento se explicitó en una proclama de la Asamblea, la cual pidió que:

El acto realizado por el Ejército el primero de junio vaya seguido de una profunda renovación de la vida pública española, emprendida y realizada por elementos políticos.

A pesar de no representar una parte demasiado amplia de los diputados totales (menos del 10%), se vivía un ambiente pre-revolucionario, que cuestionaba las bases del sistema político de la Restauración: el turno de los partidos dinásticos que habían fundado Cánovas y Sagasta y el predominio claro del poder ejecutivo sobre el legislativo, con un papel arbitral del rey. La respuesta de Dato fue declarar sediciosa la Asamblea, la suspensión de los periódicos y la ocupación militar de Barcelona. 
A mediados de julio, la Asamblea se volvió a reunir en el Salón de Juntas del Palacio del Parque de la Ciudadela, con la suma de varios diputados de otras regiones (hasta un número de 68), de partidos republicanos (Alejandro Lerroux), reformistas (Melquiades Álvarez) y el único diputado socialista (Pablo Iglesias), que ya estaba preparando el movimiento huelguístico previsto para el mes siguiente. Los reunidos acordaron que era "indispensable la convocatoria de Cortes que, en funciones de Constituyentes, puedan deliberar sobre estos problemas [del país] y resolverlos". Pero, añadían, esas Cortes no podrán ser convocadas por un Gobierno de partido, sino por "un Gobierno que encarne y represente la voluntad soberana del país". Acordaron también volver a reunirse el 16 de agosto en Oviedo, pero la disolución de la Asamblea por la fuerza pública –día 19 de julio–, y los hechos posteriores lo impidieron. La buscada participación o aproximación de Antonio Maura no se produjo.

#### Desafío social
La ciudad de Barcelona, capital económica de España, era especialmente conflictiva, como se había demostrado en la Semana Trágica de 1909. La crisis social estaba enfrentando a un movimiento obrero, dividido entre socialistas y anarquistas, que utilizaban tanto métodos pacíficos (huelgas) como violentos (la acción directa de los atentados a veces indiscriminados, como el del Liceo de Barcelona en 1893) y una patronal que utilizaba todo tipo de tácticas (desde los esquiroles al pistolerismo). El movimiento obrero en otras partes de España estaba menos desarrollado, pero vio la oportunidad de aprovechar la debilidad del enfrentamiento entre burguesía industrial y gobierno: la UGT (sindicato socialista, más implantado en Madrid y País Vasco) convocó una huelga general revolucionaria (agosto de 1917), que recibió el apoyo de la CNT (sindicato anarquista, mayoritario en Cataluña). Los dos sindicatos venían aproximándose hacia una unidad, al menos en las acciones, desde la huelga de diciembre de 1916 y el llamado Pacto de Zaragoza. El acuerdo para una huelga general fue firmado en Madrid a finales de marzo de 1917 por los ugetistas Julián Besteiro y Francisco Largo Caballero, y los cenetistas Salvador Seguí y Ángel Pestaña, e incluía un extenso manifiesto:

Con el fin de cambiar a las clases dominantes a aquellos cambios fundamentales del sistema que garanticen al pueblo el mínimo de condiciones decorosas de vida y de desarrollo de sus actividades emancipadoras, se impone que el proletariado español emplee la huelga general, sin plazo definido de terminación, como el arma más poderosa que posee para reivindicar sus derechos.

Se llegó a negociar, ante la oposición de los anarquistas, con partidos «burgueses», destacadamente los republicanos de Alejandro Lerroux. Se habló de la constitución de un gobierno provisional, que hubiera tenido a la figura más moderada de Melquiades Álvarez como presidente y Pablo Iglesias de ministro de trabajo.

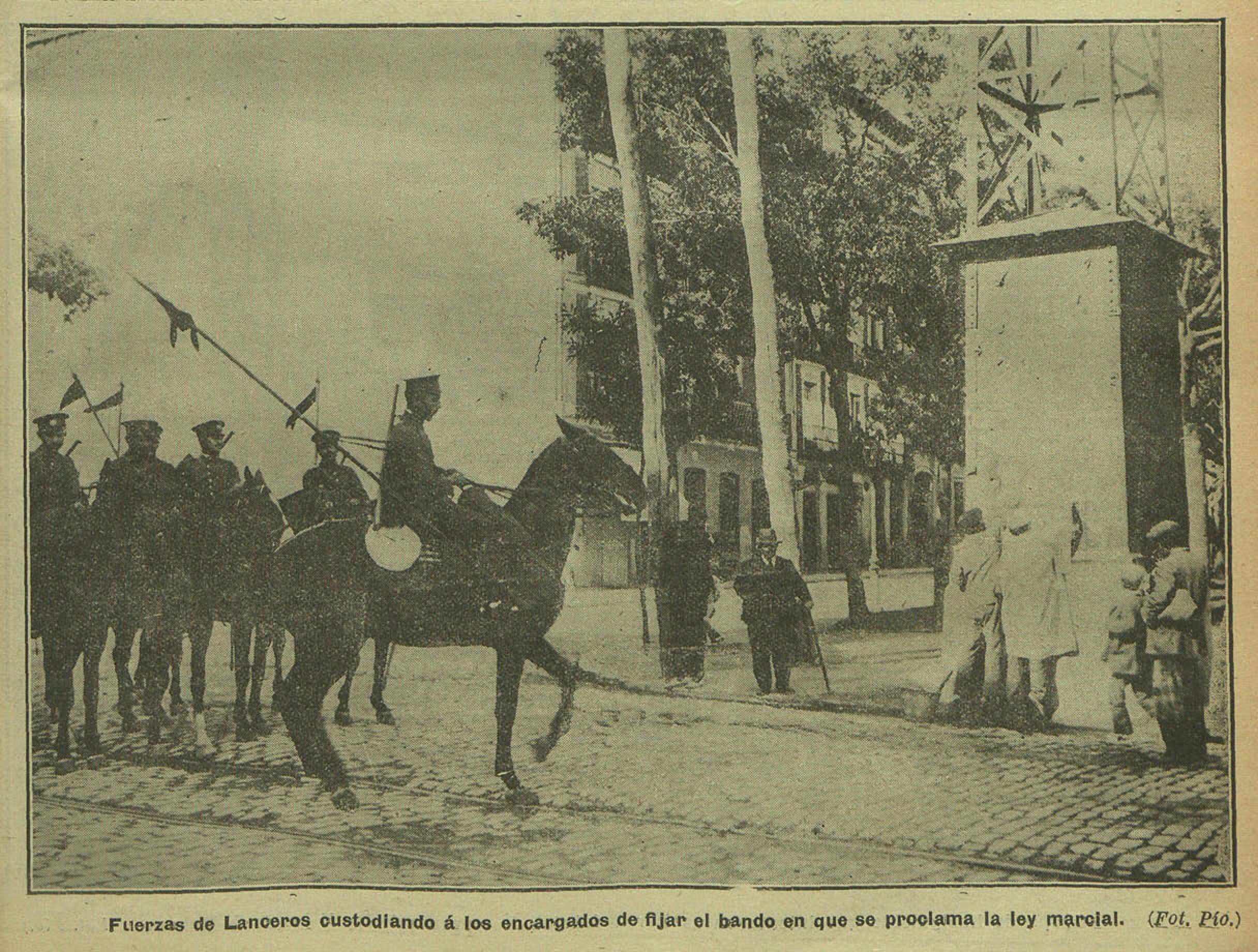
Fuerzas de lanceros custodiando a los encargados de fijar el bando en que se proclama la ley marcial en Madrid durante la huelga general

La difusión de la convocatoria de huelga incluyó alguna ambigüedad, pues si en un principio se hablaba de una huelga "revolucionaria", en comunicaciones posteriores se insistía en su carácter "pacífico". Sobre todo desde la UGT se intentó conscientemente evitar las huelgas parciales, sectoriales y locales. No obstante, el tiempo prolongado para la preparación de la huelga operó en su contra. Las detenciones de los firmantes del manifiesto, el cierre de la Casa del Pueblo (lugar de reuniones de los socialistas) y distintas maniobras del gobierno hicieron que hubiera una dispersión de esfuerzos, singularmente la huelga del sindicato ferroviario de UGT de Valencia -9 de agosto- en protesta por las detenciones, pero con motivos laborales internos, que precipitó la suma de las demás secciones del sindicato por todo el país entre el 10 y el 13 de agosto.
Aun así, al comenzar la huelga se consiguió paralizar las actividades en casi todas las grandes zonas industriales (Vizcaya y Barcelona, incluso algunas menores como Yecla y Villena), urbanas (Madrid, Valencia, Zaragoza, La Coruña), y mineras (Río Tinto, Jaén, Asturias y León); pero solo durante unos pocos días, a lo sumo una semana. En las ciudades pequeñas y las zonas rurales no tuvo apenas repercusión. Las comunicaciones ferroviarias, un sector clave, no se vieron alteradas por mucho tiempo.

### La conclusión

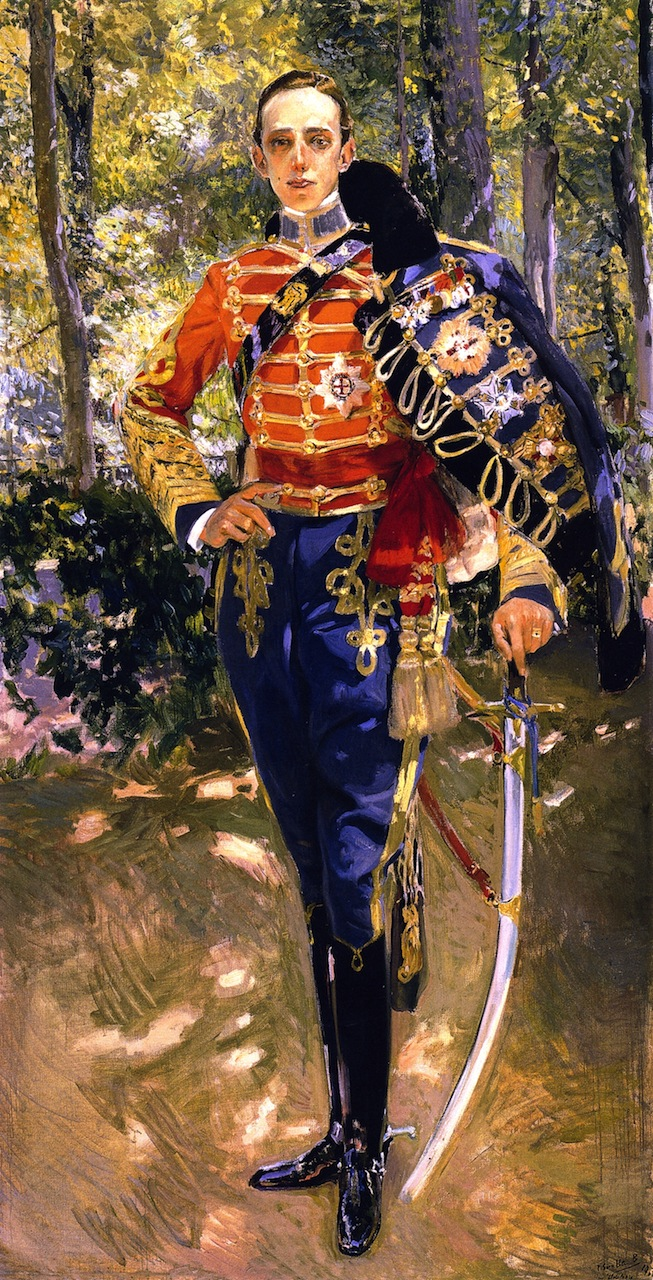
Alfonso XIII en uniforme de capitán de húsares, por Joaquín Sorolla. El retrato fue pintado en 1907, diez años antes de estos hechos, pero muestra la búsqueda de identificación del rey con el ejército. El joven Borbón, hijo póstumo de Alfonso XII el Pacificador (proclamado rey mediante un pronunciamiento militar tras el sexenio revolucionario), fue coronado a su mayoría de edad (1902) y casado en 1906, momento en que salió vivo de un atentado (la bomba arrojada por el anarquista Mateo Morral en la Calle Mayor de Madrid).

Se temía que el triple desafío al gobierno (militar, catalanista y proletario) desembocara en una revolución similar a la rusa; pero lo que ocurrió es que el ejército no dudó en ponerse a las órdenes del gobierno para reprimir la huelga, en lo que empleó tres días, a excepción de algunas zonas como las cuencas mineras asturianas, en las cuales el conflicto duró cerca de un mes. El propio coronel Márquez se destacó en la represión de la revuelta en Sabadell. La intervención del ejército además de muy violenta con los huelguistas, llegó hasta extremos poco respetuosos con las instituciones, como fue la violación de la inmunidad parlamentaria de un diputado republicano, detenido por el capitán general de Cataluña.

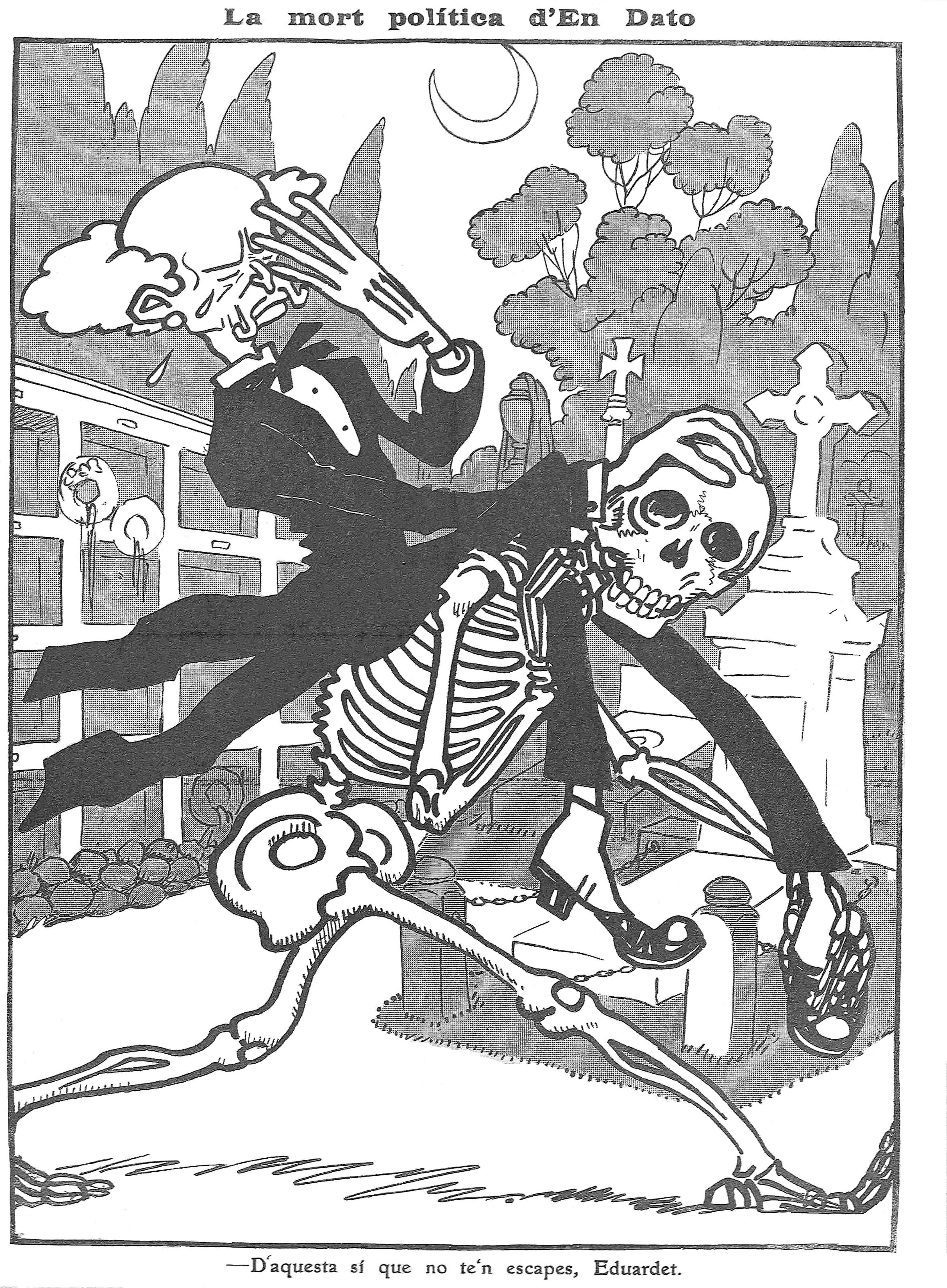
Caricatura del presidente del gobierno Eduardo Dato aparecida en La Campana de Gracia de Barcelona titulada "La muerte política del Sr. Dato". El pie dice: "De esta sí que no te escapas, Eduardito".

Mientras tanto, la Lliga, temerosa de la agitación social, aceptó apoyar a un gobierno de concentración nacional, promovido activamente por el rey, presidido de nuevo por el liberal García Prieto y que incluía a Cambó, con el compromiso de celebrar elecciones al año siguiente (febrero de 1918), cuyo resultado fue incierto, sin mayoría absoluta de ninguno de los partidos. Esta situación era inédita, puesto que lo usual era que los gobiernos -monocolores-, que llegaban al poder no por ganar las elecciones, sino al ser llamados por el rey, prepararan convenientemente las elecciones (mediante el conveniente encasillado de candidatos, cuya elección estaba garantizada por el caciquismo y el pucherazo o fraude descarado en caso necesario) y obtuvieran un parlamento fácil de controlar. En este caso, la composición multipartidista lo impidió, lo que obligó a un nuevo gobierno de concentración, esta vez presidido por Maura. Lo mismo ocurrió en las siguientes elecciones, de junio de 1919. La recuperación del tradicional turnismo no ocurrió hasta las elecciones de diciembre de 1920, organizadas en solitario por Dato.
Durante agosto de 1917, los miembros del comité de huelga, entre los que destacaban los futuros líderes socialistas Francisco Largo Caballero y Julián Besteiro (Pablo Iglesias estaba en sus últimos años de vida) fueron detenidos, juzgados y encarcelados con una condena a cadena perpetua, aunque eso no impidió que en las elecciones de febrero de 1918 todos fueran elegidos diputados. El escándalo de mantener presos a diputados inviolables condujo a su excarcelación tras una amplia campaña que contó con el apoyo de intelectuales como Manuel García Morente, Gumersindo de Azcárate o Gabriel Alomar. Indalecio Prieto había huido a Francia y pudo regresar a tomar posesión de su acta de diputado (abril de 1918). Otros presos del comité de huelga fueron Daniel Anguiano y Andrés Saborit. El republicano Marcelino Domingo fue indultado en noviembre. El resultado en cifras de la represión fue en total 71 muertos, 156 heridos y unos dos mil detenidos.
Salieron reforzados tanto el papel del rey como el del ejército en la vida pública, y la estrecha relación existente entre ambas instituciones. Aumentó la desafección de amplias capas de la población (intelectuales, clase obrera, clases medias) frente al sistema político, que desde finales del siglo XIX venía recibiendo las críticas regeneracionistas, como las de Joaquín Costa, que pedían un cirujano de hierro. Esta figura o recurso retórico, de identificación controvertida, finalmente, a la siguiente crisis de gravedad (el desastre de Annual), sería encarnada por la institución que se demostró más poderosa: el ejército, concretada en la persona del capitán general de Barcelona: Miguel Primo de Rivera, que, estimulado por la burguesía catalana y ante la aquiescencia del rey, asumiría todo el poder en una Dictadura (1923).

## Véase también

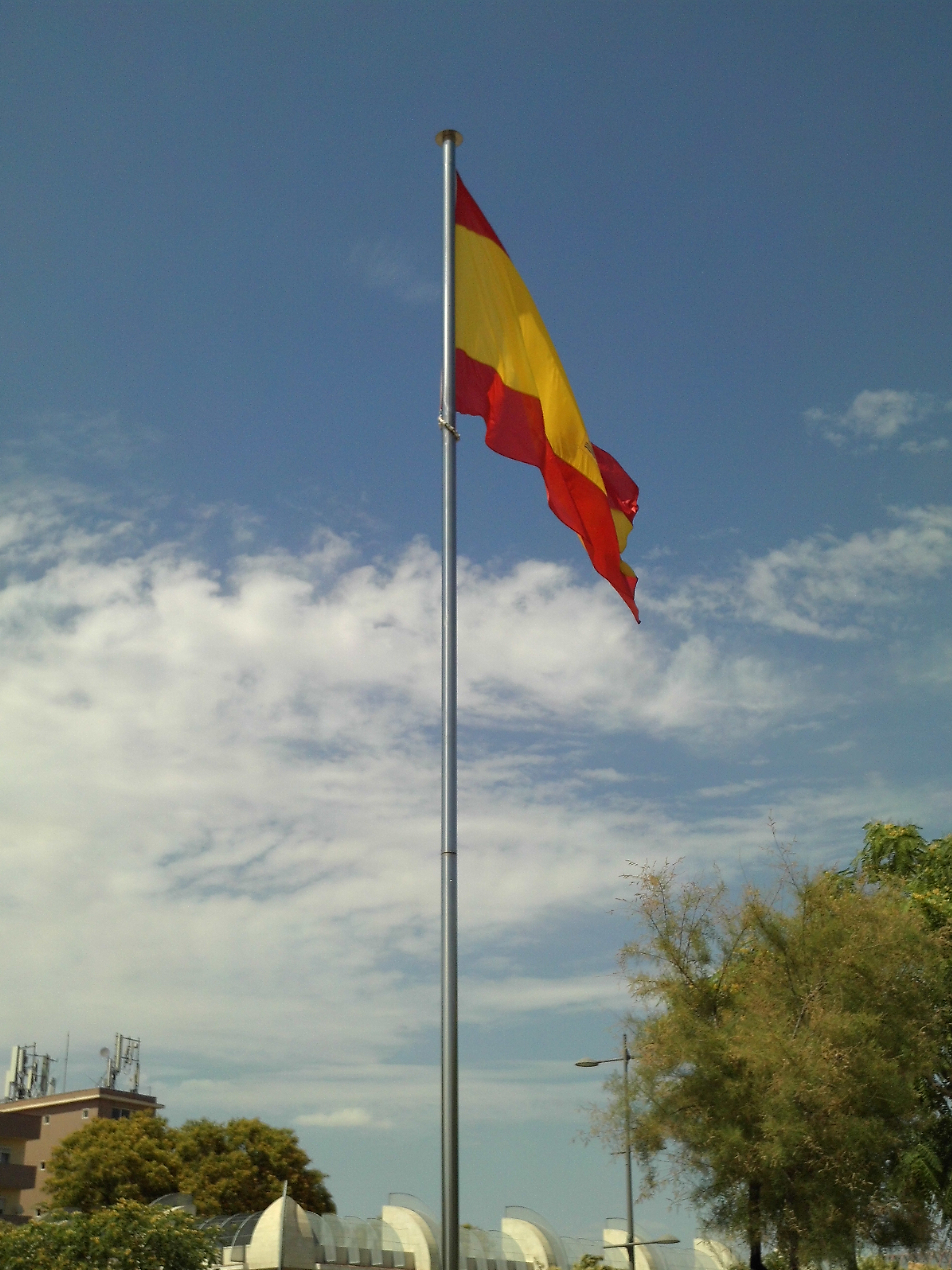